# Landherrenschaft Hamm und Horn

Gliederung des Hamburger Landgebiets bis 1830:
Landherrenschaft Bill- und Ochsenwärder
Landherrenschaft Hamburger Berg
Landherrenschaft Hamm und Horn
Landherrenschaft der Walddörfer
Kloster St. Johannis
Hospital zum Heiligen Geist
Hospital St. Georg
Amt Bergedorf (gemeinsam mit Lübeck)

Die Landherrenschaft Hamm und Horn war ein vormoderner Verwaltungsbezirk für das östlich von Hamburg gelegene Landgebiet der Freien und Hansestadt. Sie bestand seit dem 15. Jahrhundert und erstreckte sich vom Steintor bis an die Grenze zu Wandsbek und Schiffbek (heute Billstedt). Sie wurde von je einem oder zwei Hamburger Senatoren verwaltet, die als Landherren bezeichnet wurden. 
Während der Zugehörigkeit Hamburgs zum Französischen Kaiserreich 1811 bis 1814 ging die Landherrenschaft vorübergehend im Kanton Hamm auf. 1830 wurde sie schließlich im Zuge einer Gebietsreform mit weiteren Gebieten zur Landherrenschaft der Geestlande vereinigt.

## Gebiet
Neben den namengebenden Dörfern und heutigen Hamburger Stadtteilen Hamm und Horn umfasste die Landherrenschaft auch das Gebiet der heutigen Stadtteile St. Georg (mit Ausnahme des dortigen Hospitals), Borgfelde, Hammerbrook, Uhlenhorst, Eilbek südlich der Wandsbeker Chaussee sowie die Exklave Fuhlsbüttel.
Im Norden grenzte die Landherrenschaft an die Besitzungen des Hamburger Johannisklosters (Winterhude) sowie des Heiligengeisthospitals (Barmbek und Eilbek), im Osten an Holstein sowie im Süden an die Landherrenschaft von Bill- und Ochsenwärder.
Bis zum Gottorper Vertrag 1768 gehörten auch elf weitere Dörfer aus dem holsteinischen Amt Reinbek dazu, die sich in Hamburger Pfandbesitz befanden: Sande, Lohbrügge, Ladenbeck, Boberg, (Kirch-)Steinbek, Schiffbek, Schleme, Öjendorf, Ost-Steinbek, Havighorst und Glinde.
Bei der ersten Volkszählung 1811 lebten im Gebiet der Landherrenschaft etwa 9200 Einwohner, davon etwa 5100 in der Vorstadt St. Georg.

## Verwaltung
Landherr über Hamm und Horn war jeweils der dienstälteste Hamburger Senator. Bei besonders wichtigen Angelegenheiten wurde er vom zweitältesten Senator begleitet, der ihn im Verhinderungsfall auch vertrat und außerdem Landherr für den „Hamburger Berg“ (das heutige St. Pauli) war.
Der Landherr übte im Namen des Hamburger Senats alle landesherrlichen Rechte aus: Er war für die Erhebung von Steuern und Abgaben im Landgebiet zuständig sowie für die Unterhaltung von Straßen und Wegen, der Deiche im Hammerbrook sowie der Landwehr, einer Verteidigungslinie im Vorfeld der eigentlichen Stadtmauer. Er übte das Kirchenregiment einschließlich der Aufsicht über das Schulwesen aus, ebenso die Gerichtsbarkeit über alle in der Landherrenschaft ansässigen Untertanen (weshalb die Landherrenschaft gelegentlich auch als „Jurisdiction“ oder „Landprätur“ bezeichnet wurde).
Da der Landherr üblicherweise in der Stadt wohnte und nur zu bestimmten Anlässen ins Landgebiet reiste, wurde er von einem vor Ort ansässigen Landvogt und weiteren Beamten (Deich- und Wegeschauern, Schreibern, Gerichtsdienern usw.) unterstützt. In jedem Dorf gab es zudem einen Bauernvogt, der aus dem Kreis der ansässigen Vollbauern (Hufner) gewählt oder vom Landherrn ernannt wurde. Die Grundbesitzer im Hammerbrook wählten zudem die Deichgeschworenen, die Einwohner der Kirchspiele die Kirchgeschworenen (Juraten). Als Amtssitz des Landherrn und Landvogts diente das Torhaus beim „Hammer Baum“, wo die Hammer Landstraße die Landwehr passierte und durch einen Schlagbaum gesichert war (etwa beim heutigen U-Bahnhof Burgstraße).

## Landherren (Auswahl)
Die Namen der Hammer Landherren sind ab 1440 mit Unterbrechungen sowie seit 1646 vollständig überliefert. Zu ihnen gehörten zahlreiche bekannte Senatoren und spätere Bürgermeister, darunter Johann Schrötteringk, Diedrich Moller, Cord Vegesack, Walter Beckhoff, Conrad Widow, Barthold Heinrich Brockes, Lucas von Spreckelsen, Joachim Rentzel, Peter Hinrich Widow, Johann Peter von Spreckelsen, Johann Diederich Cordes, Martin Wolder Schrötteringk, Johann Michael Hudtwalcker, Johann Schulte, Martin Johann Jenisch und Amandus Augustus Abendroth.